# 格鲁舍夫斯基大街

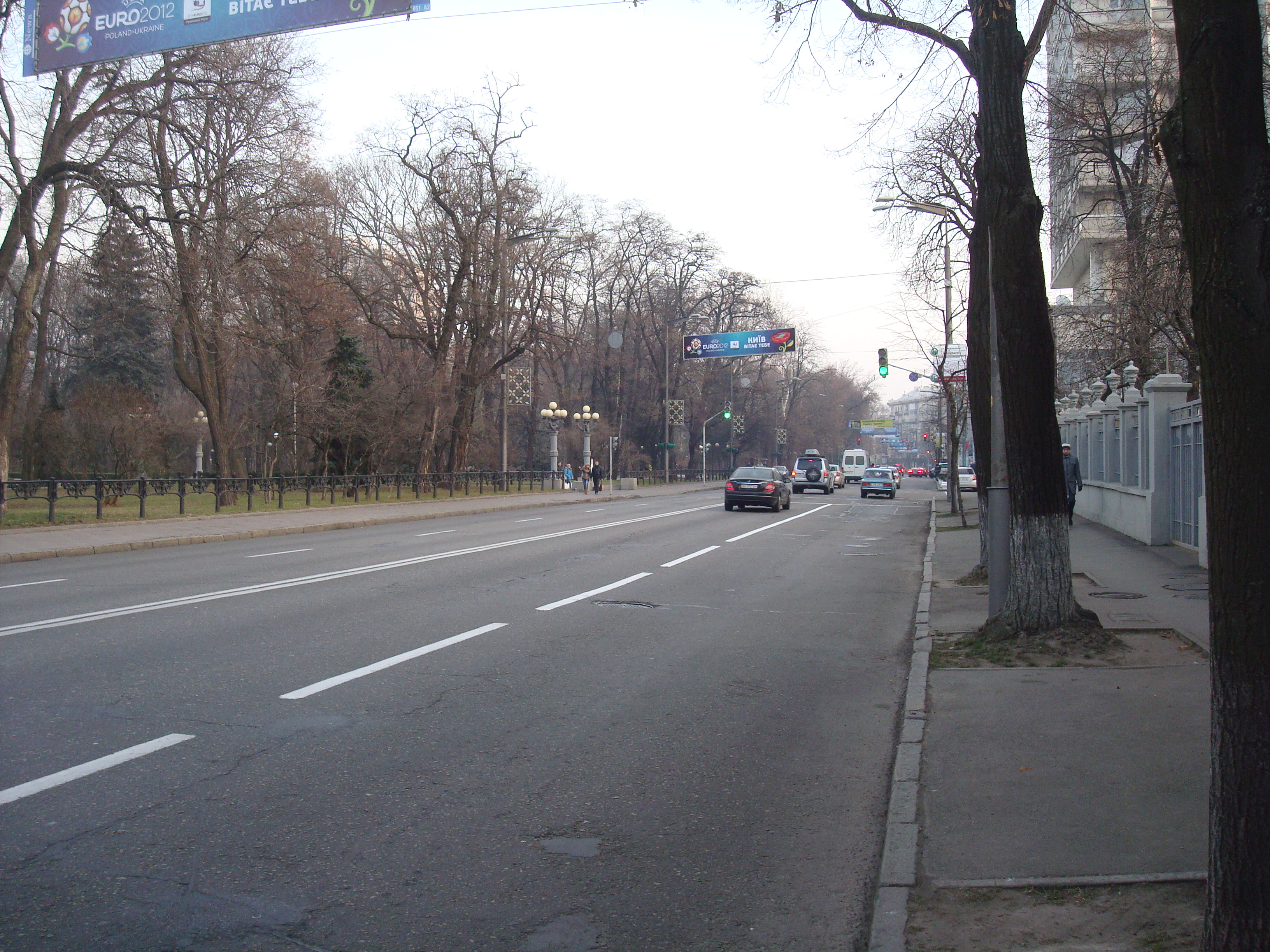
从马林斯基公园拍摄的米哈伊洛·格鲁舍夫斯基大街

米哈伊洛·格鲁舍夫斯基大街（羅馬化：vulytsia Mykhaila Hrushevskoho）是乌克兰首都基辅市中心的一条大街。街道以乌克兰院士、政治家、历史学家米哈伊洛·格鲁舍夫斯基的名字来命名，位于佩切爾斯克區的利普基社区，沿街建筑包括乌克兰最高拉达大楼、基辅市政府和议会图书馆。大街毗邻宪法广场所在地马林斯基公园。大街是佩克斯克拉和利普吉的边界。从欧洲广场来看，这条街连接基辅旧城。从欧洲广场开始，一路前往临近政府大楼的花园街，会有明显的升高。2014年乌克兰亲欧盟示威运动期间，格鲁舍夫斯基大街发生骚乱。